# Les Carnets de l'Apothicaire
Les Carnets de l'Apothicaire (薬屋のひとりごと, Kusuriya no hitorigoto) sont une série de light novel japonaise écrite par Natsu Hyūga. D'abord publiée en 2011 sur le site de publication Shōsetsuka ni narō, la série est acquise par Shufunotomo qui la publie en un volume relié en 2012, puis la réédite en 2014 en tant que série de light novel.
L'œuvre est adaptée en une série de mangas scénarisée par Itsuki Nanao et dessinée par Nekokurage, prépubliée sous le titre original dans le Monthly Big Gangan à partir de mai 2017 et publiée en volumes reliés par l'éditeur Square Enix. La version française est éditée par Ki-oon à partir de janvier 2021 et la version anglaise par Square Enix.
Le light novel a de nouveau été adapté en une série manga, Enquêtes à la cour (猫猫の後宮謎解き手帳, Mao mao no kōkyū nazotoki techō), cette fois-ci scénarisée par Natsu Hyūga et dessinée par Minoji Kurata, qui est prépubliée dans le Monthly Sunday Gene-X à partir d'août 2017 et publiée en volumes reliés par l'éditeur Shōgakukan. La version française est éditée par Mana Books à partir d'octobre 2023.
Un anime produit par Toho Animation Studio et OLM est diffusé d'octobre 2023 à mars 2024. Une deuxième saison est diffusée de janvier à juillet 2025. Une troisième saison est en cours de production.

## Synopsis
L'action prend place dans un pays de fiction inspiré de la Chine impériale sous la dynastie Tang.
À 17 ans, Mao Mao a une vie compliquée. Formée dès son jeune âge par un apothicaire du quartier des plaisirs, elle se retrouve enlevée et vendue comme servante dans la cour intérieur au sein du palais impérial. Entourée de hauts murs, elle est coupée du monde extérieur. Afin de survivre dans cette prison de luxe grouillant de complots et de basses manœuvres, la jeune fille tente de cacher ses connaissances pour se fondre dans la masse mais sans succès. Car quand les morts suspectes de princes nouveau-nés mettent la cour en émoi, sa passion pour les remèdes et poisons prend le dessus. Elle observe tout, enquête et trouve la solution rapidement. En voulant bien faire, la voilà repérée. Jinshi, haut fonctionnaire aussi beau que calculateur, devine son talent et la promeut goûteuse personnelle d'une des favorites de l'empereur. Au beau milieu de ce nid de serpents, Mao Mao va utiliser toute son intelligence et tout son savoir pour démêler les intrigues de la cour car le moindre faux pas peut lui être fatal.

## Personnages
Mao Mao (猫猫)
Voix japonaise : Aoi Yūki, (Drama CD, Anime), voix française : Émilie Rault,
Fille d'un apothicaire vivant à la périphérie de la ville et âgée de 17 ans à peine, Mao Mao travaille au service de courtisanes dans le quartier des plaisirs. Sa vie bascule quand elle est kidnappée par des bandits qui la vendent au palais impérial. Elle est entraînée dans les intrigues du palais et grâce à ses connaissances insoupçonnables en matière de poisons et une curiosité insatiable pour tout ce qui y touche, elle est repérée par l'intendant de la cour, Jinshi. En sauvant Linli, la fille de la concubine de l'empereur, Gyokuyō, elle devient sa dame de compagnie et sa goûteuse officielle.
Jinshi (壬氏, (chi. : Rén Shì))
Voix japonaise : Takahiro Sakurai (Drama CD) / Takeo Ōtsuka (Anime), voix française : Julien Allouf,
Eunuque à la beauté surnaturelle, il officie à la cour intérieure où résident les concubines et leur personnel respectif en tant qu'intendant. Alors que son visage attire les hommes et les femmes du palais, il se trouve plutôt attiré par Mao Mao et adore la taquiner car c'est l'unique personne qui semble ne pas être intéressée par lui.
Gaoshun (高順)
Voix japonaise : Kenjiro Tsuda (ja) (Drama CD)/ Katsuyuki Konishi (Anime), voix française : Martial Le Minoux,
Le bras droit de Jinshi. C'est un homme responsable qui est quelquefois exaspéré par son maître. Il a surnommé Mao Mao "Shao Mao" ("petit chat").
Gyokuyō (玉葉, (chi. : Yùyè))
Voix japonaise : Yōko Hikasa (Drama CD) / Atsumi Tanezaki (Anime), voix française : Ludivine Maffren,
Concubine favorite de l'Empereur, c'est une jeune femme aux cheveux rouge vif, sage et prudente. Ayant quatre dames de compagnie à son service, elle est mère d'une petite fille. Elle prend Mao Mao comme dame de compagnie en la remerciant de l'avoir prévenue que du maquillage mettait en danger la vie de son bébé.
Guen (虞淵)
Voix japonaise : Mitsuru Ogata (ja) (Drama CD) / Mitsuaki Kanuka (ja) (Anime), voix française : Éric Missoffe,
Eunuque et médecin à la cour intérieur qualifié de charlatan par Maomao. Alors que leur relation au début de l'histoire est tendue, ils se lient d'amitié par la suite.
Jiaojiao (嬌嬌)
Voix japonaise : Mari Hino (ja) (Drama CD)
Lifa (梨花, (chi. : Lihua))
Voix japonaise : Yui Ishikawa, voix française : Anne Tilloy,
Une des concubines de l'Empereur aux cheveux bleu foncé qui a donné naissance à son héritier. Celui-ci tombe malade, mais Lifa décide d'ignorer l'avertissement de Mao Mao concernant son maquillage qui empoisonne son bébé. Ce dernier, en bas âge, meurt et elle-même se retrouve en très mauvaise santé. Après que l'apothicaire l'a soignée, elle devient plus amicale avec elle.
Lishu (里樹)
Voix japonaise : Hina Kino, voix française : Rune Carmes
Connue sous le nom "d'épouse vertueuse", elle est la plus jeune des quatre principales concubines de l'empereur. Pour des raisons politiques, elle devient la belle-mère de la concubine Aduo. En raison de ses allergies apparentes, ses dames d'honneur pensent qu'elle n'est qu'une enfant qui fait sa difficile avec sa nourriture, et décident de l'intimider subtilement.
Aduo (阿多)
Voix japonaise : Yūko Kaida, voix française : Annie Milon
Connue sous le nom de "Aduo la douce", il s'agit d'une des quatre principales concubines de l'empereur.
Mei Mei (梅梅)
Voix japonaise : Megumi Han, voix française : Sophie Ouaknine,
Une des trois grandes courtisanes du palais Vert-De-Gris. Elle considère Mao Mao comme une sœur. Elle est aussi une vieille connaissance de Lakan qui venait souvent la voir.
Pailin (白鈴)
Voix japonaise : Ami Koshimizu, voix française : Sabrina Marchese,
Il s'agit d'une des trois grandes courtisanes du palais Vert-De-Gris ainsi que la plus âgée des trois. Elle considère également Mao Mao comme une sœur.
Joka (女華, (chi. : Nühua))
Voix japonaise : Hiroki Nanami (ja), voix française : Ninon Moreau
Elle est la plus jeune des trois grandes courtisanes du palais Vert-De-Gris.
Madame (やりてばばあ, Yarite Baba)
Voix japonaise : Kimiko Saitō (ja), voix française : Isabelle Leprince
Une vielle femme propriétaire de l'établissement palais Vert-De-Gris se trouvant au quartier des plaisirs où elle a embauché Mao Mao avant que cette dernière se fasse capturer.
Luomen (羅門)
Voix japonaise : Hiroshi Yanaka, voix française : Bernard Allouf 
Père adoptif de Mao Mao et a été anciennement un médecin de la cour royale (à l'insu de sa fille).
Lihaku (李白, (chi. : Li Bai))
Voix japonaise :  Kenji Akabane (ja), voix française : Donald Reignoux
Il s'agit d'un soldat qui a donné une épingle à cheveux à Mao Mao lors du grand banquet des jardins du palais. Elle lui a demandé de l'escorter hors des murs du palais en échange de bon temps au palais Vert-De-Gris.
Shaolan (小蘭, Xiaoran)
Voix japonaise : Misaki Kuno, voix française : Anna Lauzeray-Gishi
Une jeune servante de l'arrière cour qui sera la première amie de Mao Mao au sein de la cour. Plus tard dans l'histoire, ce sera l'une des premières à intégrer l'école.
Fengming (風明)
Voix japonaise :  Noriko Hidaka, voix française : Véronique Augereau
Principale dame d'honneur d'Aduo dont la famille possède un rucher. Bien qu'elle se présente comme une dame d'honneur exemplaire et respectée, il y a un secret qui se cache derrière elle, ce qui pourrait être la raison pour laquelle Lishu la craint, même à la simple mention de son nom.
Lakan (羅漢)
Voix japonaise :  Takuya Kirimoto (ja), voix française : Bernard Gabay,
Fonctionnaire doté d'un monocle, il est le tacticien de l'armée impériale. Il remarque Maomao lorsqu'elle est affectée au service de Jinshi à la cour extérieure et est lié au passé de la jeune fille.
Suilei (翠苓)
Voix japonaise :  Kaori Nazuka, voix française : Alice Orsat
Dame de la cour extérieure. Elle n'apprécie guère Mao Mao
Anshi (安氏)
Voix japonaise : Mamiko Noto, voix française : Marie-Eugénie Maréchal

Impératrice du précédent empereur, elle a eu deux fils avec lui dont l'actuel empereur. Elle a donné naissance à ce dernier quand elle était très jeune.
Hakū (白羽)
Voix japonaise : Satomi Satō
Kokū (黒羽)
Voix japonaise : Hitomi Ueda (ja), voix française : Karl-Line Heller
Sekiu (赤羽)
Voix japonaise : Miku Itō
Kyō-u (響迂)
Voix japonaise : Natsumi Fujiwara (ja)

## Production et supports

### Roman
La série de light novel Kusuriya no Hitorigoto est publiée à l'origine depuis 2011 sur le site de publication Shōsetsuka ni narō. Elle est acquise par Shufunotomo qui la publie sous la forme d'un roman illustré par Megumi Matsuda et sorti le 26 septembre 2021 sous le label Ray Books (ISBN 9784072853795).

### Série delight novel

Logo original du light novel.

Shufunotomo publie à nouveau l'œuvre, cette fois-ci sous la forme d'une série de light novel sous le label Hero Bunko à partir d'août 2014. Le 30 mai 2025, 16 volumes sont sortis.
En novembre 2020, J-Novel Club (en) annonce avoir acquis les droits de la série pour l'Amérique du Nord.
En juillet 2022, les éditions Lumen annoncent la publication des light novel en France à partir du 25 août 2022. Le tome 1 est composé des deux premiers de l'édition originelle, créant un décalage d'un tome dans la VF (le 2 est en vérité le 3, etc.).

#### Liste des volumes dulight novel
| no | Japonais          | Japonais                                                                 | Français         | Français          |
| no | Date de sortie    | ISBN                                                                     | Date de sortie   | ISBN              |
| -- | ----------------- | ------------------------------------------------------------------------ | ---------------- | ----------------- |
| 1  | 29 août 2014      | 978-4-07-298198-6                                                        | 25 août 2022     | 978-2-37-102337-6 |
| 2  | 31 janvier 2015   | 978-4-07-410821-3                                                        | 8 février 2024   | 978-2-37-102354-3 |
| 3  | 29 juin 2015      | 978-4-07-401176-6                                                        | 11 avril 2024    | 978-2-37-102375-8 |
| 4  | 30 septembre 2015 | 978-4-07-403100-9                                                        | 29 août 2024     | 978-2-37-102449-6 |
| 5  | 30 avril 2016     | 978-4-07-416947-4                                                        | 6 février 2025   | 978-2-37-102476-2 |
| 6  | 30 novembre 2016  | 978-4-07-420788-6                                                        | 4 septembre 2025 | 978-2-37-102491-5 |
| 7  | 28 février 2018   | 978-4-07-429772-6                                                        | —                |                   |
| 8  | 28 février 2019   | 978-4-07-436884-6                                                        | —                |                   |
| 9  | 28 février 2020   | 978-4-07-442420-7 (édition standard) 978-4-07-441030-9 (édition limitée) | —                |                   |
| 10 | 29 janvier 2021   | 978-4-07-447215-4                                                        | —                |                   |
| 11 | 30 avril 2021     | 978-4-07-448226-9 (édition standard) 978-4-07-448440-9 (édition limitée) | —                |                   |
| 12 | 29 juillet 2022   | 978-4-07-452400-6 (édition standard) 978-4-07-452386-3 (édition limitée) | —                |                   |
| 13 | 25 février 2023   | 978-4-07-454379-3                                                        | —                |                   |
| 14 | 29 septembre 2023 | 978-4-07-455775-2                                                        | —                |                   |
| 15 | 29 mars 2024      | 978-4-07-456728-7                                                        | —                |                   |
| 16 | 30 mai 2025       | 978-4-07-461876-7                                                        | —                |                   |

### Manga

Logo original du manga.

Une adaptation manga scénarisée par Itsuki Nanao et dessinée par Nekokurage débute sa prépublication dans le 6e numéro du Monthly Big Gangan 2017 sorti le 25 mai 2017. La série est publiée en volumes reliés par l'éditeur Square Enix depuis septembre 2017 avec 15 volumes sortis au 25 mars 2025. En novembre 2019, Square Enix annonce la publication de la version anglaise en Amérique du Nord sous le titre The Apothecary Diaries à partir de décembre 2020. En août 2020, Ki-oon annonce la publication de la version française sous le titre Les Carnets de l'apothicaire à partir de janvier 2021.
Il existe une autre version de série de manga qui adapte le ligth novel intitulée Les Carnets de l’apothicaire - Enquêtes à la cour (薬屋のひとりごと～猫猫の後宮謎解き手帳～, Kusuriya no hitorigoto: mao mao no kōkyū nazotoki techō), dessinée par Minoji Kurata. Sa prépublication commence dans le numéro de septembre 2017 du magazine Monthly Sunday Gene-X sorti le 19 août 2017. La série est publiée en volumes reliés par l'éditeur Shōgakukan depuis février 2018 avec 20 volumes sortis au 19 mai 2025 Une version française de cette série dérivée est annoncée par Mana Books pour octobre 2023.

#### Réception
En août 2019, la première série reçoit le 1er prix dans la catégorie « format physique » d'après les votes pour la cinquième édition des Next Manga Awards, organisés par le magazine Da Vinci de Media Factory et le site web Niconico,.
Le premier tome de la série remporte le Prix Babelio dans la catégorie « manga » en 2021.
En 2025, la série s’est vendue à un total de 38 millions d’exemplaires.

#### Liste des volumes

##### Les Carnets de l'apothicaire
| no | Japonais          | Japonais                                                                 | Français         | Français                                                                 |
| no | Date de sortie    | ISBN                                                                     | Date de sortie   | ISBN                                                                     |
| --- | ----------------- | ------------------------------------------------------------------------ | ---------------- | ------------------------------------------------------------------------ |
| 1 | 25 septembre 2017 | 978-4-06-388690-0                                                        | 21 janvier 2021  | 979-10-327-0778-4                                                        |
| Liste des chapitres : - Chapitre 1 : La malédiction (薬屋のひとりごと) - Chapitre 2 : Le chercheur fou (狂科学者) - Chapitre 3 : Une beauté céleste au palais (宮中の天女) - Chapitre 4 : Un fantôme sous la lune (月下の幽霊) |                   |                                                                          |                  |                                                                          |
| 2 | 24 février 2018   | 978-4-7575-5640-9                                                        | 4 mars 2021      | 979-10-327-0791-3                                                        |
| Liste des chapitres : - Chapitre 5 : La convalescence (看病) - Chapitre 6 : La réception en plein air 1 (園遊会(その①)) - Chapitre 7 : La réception en plein air 2 (園遊会(その①)) - Chapitre 8 : La réception en plein air 3 (園遊会(その③)) |                   |                                                                          |                  |                                                                          |
| 3 | 25 juillet 2018   | 978-4-7575-5794-9                                                        | 6 mai 2021       | 979-10-327-0797-5                                                        |
| Liste des chapitres : - Chapitre 9 : L'hypothèse de Mao Mao (猫猫の推理) - Chapitre 10 : Les épingles à cheveux (簪の意味) - Chapitre 11 : Retour aux sources (里帰り) - Chapitre 12 : Un brin de paille (麦稈) - Chapitre 13 : Le malentendu (誤解) - Chapitre 14 : Le saké (酒) |                   |                                                                          |                  |                                                                          |
| 4 | 25 février 2019   | 978-4-7575-5963-9                                                        | 1er juillet 2021 | 979-10-327-0817-0                                                        |
| Liste des chapitres : - Chapitre 15 : Une requête pour Mao Mao (猫猫への依頼) - Chapitre 16 : Le miel (1) (蜂蜜 その①) - Chapitre 17 : Le miel (2) (蜂蜜 その②) - Chapitre 18 : Aduo (阿多妃) - Chapitre 19 : Chassé-croisé (すれ違い) - Chapitre 20 : L'eunuque et la courtisane (宦官と妓女) - Chapitre 21 : La préparation des bagages (話 荷造り) |                   |                                                                          |                  |                                                                          |
| 5 | 25 juillet 2019   | 978-4-7575-6216-5                                                        | 2 septembre 2021 | 979-10-327-0827-9                                                        |
| Liste des chapitres : - Chapitre 22 : Un nouvel emploi (外廷勤務) - Chapitre 23 : La leçon (後宮教室) - Chapitre 24 : La pipe (煙管) - Chapitre 25 : Le poisson cru au vinaigre (鱠) - Chapitre 26 : Le plomb (鉛) |                   |                                                                          |                  |                                                                          |
| 6 | 25 mars 2020      | 978-4-7575-6581-4                                                        | 4 novembre 2021  | 979-10-327-1026-5                                                        |
| Liste des chapitres : - Chapitre 27 : Le maquillage (化粧, Keshō) - Chapitre 28 : Promenade en ville (街歩き, Machi aruki) - Chapitre 29 : La syphilis (梅毒, Baidoku) - Chapitre 30 : Suilei (翆苓, Suirei) - Chapitre 31 : Coïncidence ou complot ? (偶然か必然か, Gūzen ka hitsuzen ka) - Chapitre 32 : La cérémonie (中祀, Chūshi) |                   |                                                                          |                  |                                                                          |
| 7 | 25 novembre 2020  | 978-4-7575-6856-3                                                        | 6 janvier 2022   | 979-10-327-1077-7                                                        |
| Liste des chapitres : - Chapitre 33 : Le datura (曼荼羅華, Mandarage) - Chapitre 34 : Gaoshun (高順, Gaoshun) - Chapitre 35 : Retour à la cour intérieure (後宮ふたたび, Kōkyū futatabi) - Chapitre 36 : Roses bleus et rouge à ongles (青薔薇と爪紅, Ao bara to tsumakurenai) |                   |                                                                          |                  |                                                                          |
| 8 | 25 mai 2021       | 978-4-7575-7271-3                                                        | 7 avril 2022     | 979-10-327-1122-4                                                        |
| Liste des chapitres : - Chapitre 37 : La balsamine et l'oxalis (1) (鳳仙花と片喰(前編), Hōsenka to katabami (Zenpen)) - Chapitre 38 : La balsamine et l'oxalis (2) (鳳仙花と片喰(中編), Hōsenka to katabami (Chūhen)) - Chapitre 39 : La balsamine et l'oxalis (3) (鳳仙花と片喰(後編), Hōsenka to katabami (Kōhen)) - Chapitre 40 : Les au revoir (見送り, Miokuri) - Chapitre 41 : La lettre (書, Sho) - Chapitre 42 : Le chat (猫, Neko) |                   |                                                                          |                  |                                                                          |
| 9 | 25 novembre 2021  | 978-4-7575-7586-8                                                        | 7 juillet 2022   | 979-10-327-1147-7                                                        |
| Liste des chapitres : - Chapitre 43 : La caravane (隊商, Kyaraban) - Chapitre 44 : Le champignon parasite (1) (冬人夏草 (前編), Fuyuhito Natsukusa (Zenpen)) - Chapitre 45 : Le champignon parasite (2) (冬人夏草 (後編), Fuyuhito Natsukusa (Kōhen)) - Chapitre 46 : Le miroir (鏡, Kagami) - Chapitre 47 : L'esprit de la lune (月精 (前編), Gessei (Zenpen)) |                   |                                                                          |                  |                                                                          |
| 10 | 23 juin 2022      | 978-4-7575-7985-9                                                        | 5 janvier 2023   | 979-10-327-1198-9 (édition standard) 979-10-327-1285-6 (édition limitée) |
| Liste des chapitres : - Chapitre 48 : L'esprit de la lune (2) (月精 (後編), Gessei (Kōhen)) - Chapitre 49 : L'infirmerie (診療所, Shinryōsho) - Chapitre 50 : Troisième séjour au pavillon de cristal (1) (みたび、水晶宮 (前編), Mitabi, Suishōgū (Zenpen)) - Chapitre 51 : Troisième séjour au pavillon de cristal (2) (みたび、水晶宮 (中編), Mitabi, Suishōgū (Chūhen)) - Chapitre 52 : Troisième séjour au pavillon de cristal (3) (みたび、水晶宮 (後編), Mitabi, Suishōgū (Kōhen)) - Chapitre 53 : Le temple du choix (1) (選択の廟 (前編), Sentaku no Byō (Zenpen)) |                   |                                                                          |                  |                                                                          |
| 11 | 25 février 2023   | 978-4-7575-8324-5                                                        | 4 mai 2023       | 979-10-327-1322-8                                                        |
| Liste des chapitres : - Chapitre 54 : Le temple du choix (2) (選択の廟 (後編), Sentaku no Byō (Kōhen)) - Chapitre 55 : L'impératrice douairière (皇太后, Kōtaigō) - Chapitre 56 : L'ancien empereur (1) (先帝 (前編), Sentei (Zenpen)) - Chapitre 57 : L'ancien empereur (2) (先帝 (中編), Sentei (Chūhen)) - Chapitre 58 : L'ancien empereur (3) (先帝 (後編), Sentei (Kōhen)) |                   |                                                                          |                  |                                                                          |
| 12 | 29 septembre 2023 | 978-47-5758-813-4                                                        | 16 novembre 2023 | 979-10-327-1381-5                                                        |
| Liste des chapitres : - Chapitre 59 : Histoire de fantômes (怪談, Kaidan) - Chapitre 60 : La station d'été (避暑地, Hishochi) - Chapitre 61 : La chasse (1) (狩り (前編), Kari (Zenpen)) - Chapitre 62 : La chasse (2) (狩り (中編), Kari (Chūhen)) - Chapitre 63 : La chasse (3) (狩り (後編), Kari (Kōhen)) |                   |                                                                          |                  |                                                                          |
| 13 | 25 mars 2024      | 978-47-575-9027-4 (édition standard) 978-47-575-9028-1 (édition limitée) | 4 juillet 2024   | 979-10-327-1715-8 (édition standard) 979-10-327-1717-2 (édition limitée) |
| Liste des chapitres : - Chapitre 64 : L'invité masqué (狩り (最後編), Kari (Saigohen)) - Chapitre 65 : Les bains (覆面の御方, Fukumen no Okata) - Chapitre 66 : Seki-u (赤羽, Akabane) - Chapitre 67 : Le fantôme qui dansait (踊る幽霊, Odoru Yūrei) - Chapitre 68 : Les fameux eunuques et la glace (噂の宦官と氷菓, Uwasa no Kangan to Hyōka) |                   |                                                                          |                  |                                                                          |
| 14 | 25 septembre 2024 | 978-4-7575-9439-5 (édition standard) 978-4-7575-9440-1 (édition limitée) | 6 février 2025   | 979-10-327-1718-9                                                        |
| Liste des chapitres : - Chapitre 69 : Le bébé en siège (逆子, Sakago) - Chapitre 70 : Le mal fait son nid 1 (巣食う悪意①, Sukū akui①) - Chapitre 71 : Le mal fait son nid 2 (巣食う悪意②, Sukū akui②) - Chapitre 72 : Le renard de l'est et le tanuki de l'ouest (狐と狸の化かし合い, Kitsune to Tanuki no Bakashi Ai) - Chapitre 73 : Sur les traces de Mao Mao (足跡, Ashiato) - Chapitre 74 : Le village des renards (狐の里（前編）, Kitsune no Sato (Zenpen)) |                   |                                                                          |                  |                                                                          |
| 15 | 25 mars 2025      | 978-4-7575-9769-3                                                        | 4 septembre 2025 | 979-1-0327-2075-2 (édition standard) 979-1-0327-1990-9 (édition limitée) |
| Liste des chapitres : - Chapitre 75 : 狐の里（後編） (Kitsune no Sato (Kōhen)) - Chapitre 76 : 祭り(前編) (Matsuri (Zenpen)) - Chapitre 77 : 取引現場 (Torihiki Genba) - Chapitre 78 : 砦 (Toride) |                   |                                                                          |                  |                                                                          |
| ー |                   |                                                                          |                  |                                                                          |
| Liste des chapitres : - Chapitre 79 : 蟇盆 (Hiki Bon) - Chapitre 80 : 飛発 (Hihatsu) |                   |                                                                          |                  |                                                                          |

##### Enquêtes à la cour
| no | Japonais          | Japonais          | Français         | Français          |
| no | Date de sortie    | ISBN              | Date de sortie   | ISBN              |
| -- | ----------------- | ----------------- | ---------------- | ----------------- |
| 1  | 19 février 2018   | 978-4-09-157515-9 | 5 octobre 2023   | 979-10-355-0434-2 |
| 2  | 19 juillet 2018   | 978-4-09-157533-3 | 5 octobre 2023   | 979-10-355-0435-9 |
| 3  | 19 septembre 2018 | 978-4-09-157543-2 | 7 décembre 2023  | 979-10-355-0436-6 |
| 4  | 19 février 2019   | 978-4-09-157560-9 | 1er février 2024 | 979-10-355-0498-4 |
| 5  | 19 juin 2019      | 978-4-09-157564-7 | 4 avril 2024     | 979-10-355-0512-7 |
| 6  | 19 novembre 2019  | 978-4-09-157580-7 | 6 juin 2024      | 979-10-355-0530-1 |
| 7  | 19 février 2020   | 978-4-09-157586-9 | 22 août 2024     | 979-10-355-0545-5 |
| 8  | 19 juin 2020      | 978-4-09-157597-5 | 3 octobre 2024   | 979-1-03-550564-6 |
| 9  | 16 octobre 2020   | 978-4-09-157608-8 | 5 décembre 2024  | 979-1-03-550584-4 |
| 10 | 19 février 2021   | 978-4-09-157622-4 | 6 février 2025   | 979-1-03-550664-3 |
| 11 | 18 juin 2021      | 978-4-09-157639-2 | 3 avril 2025     | 979-1-03-550678-0 |
| 12 | 19 octobre 2021   | 978-4-09-157652-1 | 5 juin 2025      | 979-1-03-550698-8 |
| 13 | 18 février 2022   | 978-4-09-157668-2 | 21 août 2025     | 979-1-03-550710-7 |
| 14 | 17 juin 2022      | 978-4-09-157680-4 | 2 octobre 2025   | 979-1-03-550727-5 |
| 15 | 17 novembre 2022  | 978-4-09-157692-7 | 4 décembre 2025  | 979-1-03-550743-5 |
| 16 | 25 février 2023   | 978-4-09-157731-3 | —                |                   |
| 17 | 29 septembre 2023 | 978-4-09-157783-2 | —                |                   |
| 18 | 19 mars 2024      | 978-4-09-157817-4 | —                |                   |
| 19 | 19 décembre 2024  | 978-4-09-157847-1 | —                |                   |
| 20 | 19 mai 2025       | 978-4-09-157881-5 | —                |                   |

### Série d'animation
Une adaptation en série animée est annoncée le 16 février 2023, produite par Toho Animation Studio et OLM. La série est écrite et réalisée par Norihiro Naganuma avec Akinori Fudesaka en tant qu'assistant-réalisateur. Yukiko Nakatani s'occupe du design des personnages tandis que Satoru Kōsaki (ja), Kevin Penkin et Alisa Okehazama composent la musique,,. La série est diffusée depuis le 22 octobre 2023 avec les trois premiers épisodes au Japon sur la chaîne Nippon TV et sera répartie en deux cours,,. Le premier cours s'est terminé 24 décembre 2023 et le deuxième cours débute le 6 janvier 2024 et se termine le 24 mars 2024. Crunchyroll possède les droits de diffusion en simulcast de la série dans les pays francophones.
Le générique de début est Hana ni Natte (花になって), interprété par Ryokuoushoku Shakai, et le générique de fin est Aikotoba (アイコトバ) par Aina the End. Le générique de début du deuxième cours est Ambivalent (アンビバレント), interprété par Uru (en), et le générique de fin Ai wa Kusuri (愛は薬) interprété par wacci.
À l'épisode final de la première saison, le 24 mars 2024, une deuxième saison est annoncée. Elle est réalisée par Akinori Fudesaka et est diffusée depuis le 10 janvier 2025 au Japon sur le bloc de programme Friday Anime Night (ja) de Nippon TV,.
Le générique de début est Hyakkaryōran (百花繚乱), interprété par Lilas Ikuta. Le générique de fin est interprété par Dai Hirai (ja) et s'intitule Shiawase no Recipe (幸せのレシピ). Le générique de début du deuxième cours est Kusuhiki (クスシキ), interprété par Mrs. Green Apple, et le générique de fin Hitorigoto (ひとりごと) interprété par Omoinotake (ja).

#### Liste des épisodes

##### Saison 1
| No                                           | Titre français                  | Titre japonais | Titre japonais        | Date de 1re diffusion |
| No                                           | Titre français                  | Kanji          | Rōmaji                | Date de 1re diffusion |
| -------------------------------------------- | ------------------------------- | -------------- | --------------------- | --------------------- |
| 1                                            | Mao Mao                         | 猫猫           | Maomao                | 22 octobre 2023       |
| [Tome 1 - Chapitre 1]                        |                                 |                |                       |                       |
| 2                                            | La très atrabilaire apothicaire | 無愛想な薬師   | Buaisō na Kusushi     | 22 octobre 2023       |
| [Tome 1 - Chapitres 2 + 3]                   |                                 |                |                       |                       |
| 3                                            | Nuisances spectrales            | 幽霊騒動       | Yūrei sōdō            | 22 octobre 2023       |
| [Tome 1 (fin) - Chapitre 4]                  |                                 |                |                       |                       |
| 4                                            | Manœuvres d’intimidation        | 恫喝           | Dōkatsu               | 29 octobre 2023       |
| [Tome 2 - Chapitre 5]                        |                                 |                |                       |                       |
| 5                                            | Sourdes machinations            | 暗躍           | Anyaku                | 5 novembre 2023       |
| [Tome 2 - Chapitre 6]                        |                                 |                |                       |                       |
| 6                                            | Le banquet                      | 園遊会         | Enyūkai               | 12 novembre 2023      |
| [Tome 2 (fin) - Chapitres 7 + 8]             |                                 |                |                       |                       |
| 7                                            | Retour aux sources              | 里帰り         | Satogaeri             | 19 novembre 2023      |
| [Tome 3 - Chapitres 9 + 10 + 11]             |                                 |                |                       |                       |
| 8                                            | La paille                       | 麦稈           | Mugiwara              | 26 novembre 2023      |
| [Tome 3 - Chapitres 11 + 12 + 13]            |                                 |                |                       |                       |
| 9                                            | Suicide ou homicide             | 自殺か他殺か   | Jisatsu ka tasatsu ka | 3 décembre 2023       |
| [Tomes 3 (fin) + 4 - Chapitres 13 + 14 + 15] |                                 |                |                       |                       |
| 10                                           | Le miel                         | 蜂蜜           | Hachimitsu            | 10 décembre 2023      |
| [Tome 4 - Chapitres 15 + 16]                 |                                 |                |                       |                       |
| 11                                           | De une, de deux                 | 二つを一つに   | Futatsu o hitotsu ni  | 17 décembre 2023      |
| [Tome 4 - Chapitres 16 + 17 + 18]            |                                 |                |                       |                       |
| 12                                           | L'eunuque et la courtisane      | 宦官と妓女     | Kangan to gijo        | 24 décembre 2023      |
| [Tome 4 - Chapitres 19 + 20]                 |                                 |                |                       |                       |
| 13                                           | À L'assaut de la cour intérieur | 外廷勤務       | Gaitei kinmu          | 7 janvier 2024        |
| [Tomes 4 (fin) + 5 - Chapitres 21 + 22]      |                                 |                |                       |                       |
| 14                                           | Une nouvelle concubine          | 新しい淑妃     | Atarashī shukuhi      | 14 janvier 2024       |
| [Tome 5 - Chapitres 23 + 24]                 |                                 |                |                       |                       |
| 15                                           | L'émincé                        | 鱠             | Namasu                | 21 janvier 2024       |
| [Tome 5 - Chapitre 25]                       |                                 |                |                       |                       |
| 16                                           | Le plomb                        | 鉛             | Namari                | 28 janvier 2024       |
| [Tome 5 (fin) - Chapitre 26]                 |                                 |                |                       |                       |
| 17                                           | Promenade en ville              | 街歩き         | Machi aruki           | 4 février 2024        |
| [Tome 6 - Chapitres 27 + 28]                 |                                 |                |                       |                       |
| 18                                           | Lakan                           | 羅漢           | Lakan                 | 11 février 2024       |
| [Tome 6 - Chapitres 28 + 29 + 30]            |                                 |                |                       |                       |
| 19                                           | Coïncidence ou malveillance ?   | 偶然か必然か   | Gūzen ka hitsuzen ka  | 18 février 2024       |
| [Tome 6 (fin) - Chapitres 31 + 32]           |                                 |                |                       |                       |
| 20                                           | Le Datura                       | 曼荼羅華       | Mandarage             | 25 février 2024       |
| [Tome 7 - Chapitres 33 + 34 + 35]            |                                 |                |                       |                       |
| 21                                           | Opération rachat de contrat     | 身請け作戦     | Miuke sakusen         | 3 mars 2024           |
| [Tome 7 - Chapitre 35]                       |                                 |                |                       |                       |
| 22                                           | Les roses bleues                | 青い薔薇       | Aoi bara              | 10 mars 2024          |
| [Tome 7 - Chapitre 36]                       |                                 |                |                       |                       |
| 23                                           | Balsamine et oxalis             | 鳳仙花と片喰   | Hōsenka to katabami   | 17 mars 2024          |
| [Tomes 7 (fin) + 8 - Chapitres 36 + 37]      |                                 |                |                       |                       |
| 24                                           | Jinshi et Mao Mao               | 壬氏と猫猫     | Jinshi to Mao Mao     | 24 mars 2024          |
| [Tome 8 - Chapitres 37 + 38 + 39 + 40]       |                                 |                |                       |                       |

##### Saison 2
7
| No                                            | Titre français                 | Titre japonais | Titre japonais    | Date de 1re diffusion |
| No                                            | Titre français                 | Kanji          | Rōmaji            | Date de 1re diffusion |
| --------------------------------------------- | ------------------------------ | -------------- | ----------------- | --------------------- |
| 1 (25)                                        | Mao Mao et Mao Mao             | 猫猫と毛毛     | Maomao to Maomao  | 10 janvier 2025       |
| [Tome 8 (fin) - Chapitres 41 + 42]            |                                |                |                   |                       |
| 2 (26)                                        | La caravane                    | 隊商           | Caravan           | 17 janvier 2025       |
| [Tome 9 - Chapitre 43]                        |                                |                |                   |                       |
| 3 (27)                                        | Le champignon chenille         | 冬人夏草       | Tōjinkasō         | 24 janvier 2025       |
| [Tome 9 - Chapitres 44 + 45]                  |                                |                |                   |                       |
| 4 (28)                                        | Le miroir                      | 鏡             | Kagami            | 31 janvier 2025       |
| [Tome 9 - Chapitres 46 + 47]                  |                                |                |                   |                       |
| 5 (29)                                        | L'esprit de la lune            | 月精           | Gessei            | 7 février 2025        |
| [Tomes 9 (fin) + 10 - Chapitres 47 + 48 + 49] |                                |                |                   |                       |
| 6 (30)                                        | Pavillon de Cristal, triptyque | みたび、水晶宮 | Mi tabi, suishōgū | 14 février 2025       |
| [Tome 10 - Chapitres 50 + 51 + 52]            |                                |                |                   |                       |
| 7 (31)                                        | Le pavillon de la sélection    | 選択の廟       | Sentaku no byo    | 21 février 2025       |
| [Tomes 10 (fin) + 11 - Chapitres 53 + 54]     |                                |                |                   |                       |
| 8 (32)                                        | L'impératrice douairière       | 皇太后         | Kōtaigō           | 28 février 2025       |
| [Tome 11 - Chapitres 55]                      |                                |                |                   |                       |
| 9 (33)                                        | L'ancien Empereur              | 先帝           | Sentei            | 7 mars 2025           |
| [Tome 11 (fin) - Chapitres 56 + 57 + 58]      |                                |                |                   |                       |
| 10 (34)                                       | Histoires à glacer le sang     | 怪談           | Kaidan            | 14 mars 2025          |
| [Tome 12 - Chapitre 59]                       |                                |                |                   |                       |
| 11 (35)                                       | La partie de chasse            | 狩り           | Kari              | 21 mars 2025          |
| [Tome 12 - Chapitre 60 + 61 + 62 + 63]        |                                |                |                   |                       |
| 12 (36)                                       | Zuigetsu, du clan des Ka       | 華瑞月         | Ka Zuigetsu       | 28 mars 2025          |
| [Tomes 12 (fin) + 13 - Chapitres 63 + 64]     |                                |                |                   |                       |
| 13 (37)                                       | Les bains                      | 湯殿           | Yudono            | 4 avril 2025          |
| [Tome 13 - Chapitre 65 + 66]                  |                                |                |                   |                       |
| 14 (38)                                       | Le spectre dansant             | 踊る幽霊       | Odoru yūrei       | 11 avril 2025         |
| [Tome 13 - Chapitre 67]                       |                                |                |                   |                       |
| 15 (39)                                       | La glace                       | 氷菓           | Aisu              | 18 avril 2025         |
| [Tomes 13 (fin) + 14 - Chapitres 68 + 69]     |                                |                |                   |                       |
| 16 (40)                                       | Le poison intérieur            | 巣食う悪意     | Suku'u akui       | 25 avril 2025         |
| [Tome 14 - Chapitres 70 + 71 + 72]            |                                |                |                   |                       |
| 17 (41)                                       | Le village des renards         | 狐の里         | Kitsune no sato   | 2 mai 2025            |
| [Tome 14 - Chapitres 72 + 73 + 74]            |                                |                |                   |                       |
| 18 (42)                                       | L'amour en cage                | 鬼灯           | Hoozuki           | 9 mai 2025            |
| [Tomes 14 (fin) + 15 - Chapitres 74 + 75]     |                                |                |                   |                       |
| 19 (43)                                       | Le festival                    | 祭り           | Matsuri           | 23 mai 2025           |
| [Tome 15 - Chapitres 76 + 77]                 |                                |                |                   |                       |
| 20 (44)                                       | La forteresse                  | 砦             | Toride            | 30 mai 2025           |
| [Tome 15 - Chapitres 77 + 78]                 |                                |                |                   |                       |
| 21 (45)                                       | La fosse à vermine             | 蟇盆           | Taibon            | 6 juin 2025           |
| [Tome 15 - Chapitres 78 + 79 + 80]            |                                |                |                   |                       |
| 22 (46)                                       | L'armée interdite              | 禁軍           | Kin-gun           | 13 juin 2025          |
| 23 (47)                                       | Le clan des Shi                | 子の一族       | Shi no ichizoku   | 27 juin 2025          |
| 24 (48)                                       | Le commencement                | はじまり       | Hajimari          | 4 juillet 2025        |

### Réception
Le Ministère de la Santé, du Travail et des Affaires sociales s'est associé à Toho Animation Studio et OLM afin de promouvoir les ordonnances électroniques,.